# Still (Bass/Biro)
Still is een studioalbum van Colin Bass en Daniel Biro. Het album werd gescheiden opgenomen in Londen (Daniel Biro) en Wales (Colin Bass). Het kwam tot stand via crowdfunding. De muziek werd omschreven als liedjes in de ambientstijl, de stijl die met name Daniel Biro hanteert. Daartegenover staat de fretloze basgitaar van Colin Bass, bekend van soortgelijke passages in de muziek van Camel. 
Biro is oprichter van het platenlabel Sargasso.
Het album is opgedragen aan hun gezamenlijke muzikale kennis en Multi-instrumentalist Jim Cuomo.

## Musici
- Colin Bass – zang, basgitaar, piano
- Daniel Biro – synthesizers
- Joonas Widenius – akoestische gitaar op Old Europe en Hands

## Muziek
| Nr. | Titel                        | Duur |
| --- | ---------------------------- | ---- |
| 1.  | Still life 1 (Bass, Biro)    | 4:05 |
| 2.  | Summer (Biro)                | 5:58 |
| 3.  | Still life 2 (Bass)          | 0:59 |
| 4.  | Old Europe (Biro)            | 5:58 |
| 5.  | Once was a time (Bass)       | 4:26 |
| 6.  | Faces (Biro)                 | 4:22 |
| 7.  | The man who never was (Bass) | 7:41 |
| 8.  | Heaven (Biro)                | 7:00 |
| 9.  | Still life 3 (Bass)          | 1:15 |
| 10. | Hands (Biro)                 | 5:58 |
| 11. | Still (Bass)                 | 6:00 |